# أنطونيو كاساغراند
أنطونيو كاساغراند (12 فبراير 1931 - 27 يوليو 2022)، هو ممثل إيطالي. ولد وتوفي في مدينة نابولي. وهو والد الممثل والمخرج ماوريتسيو كاساغراند.